# Anno 1147

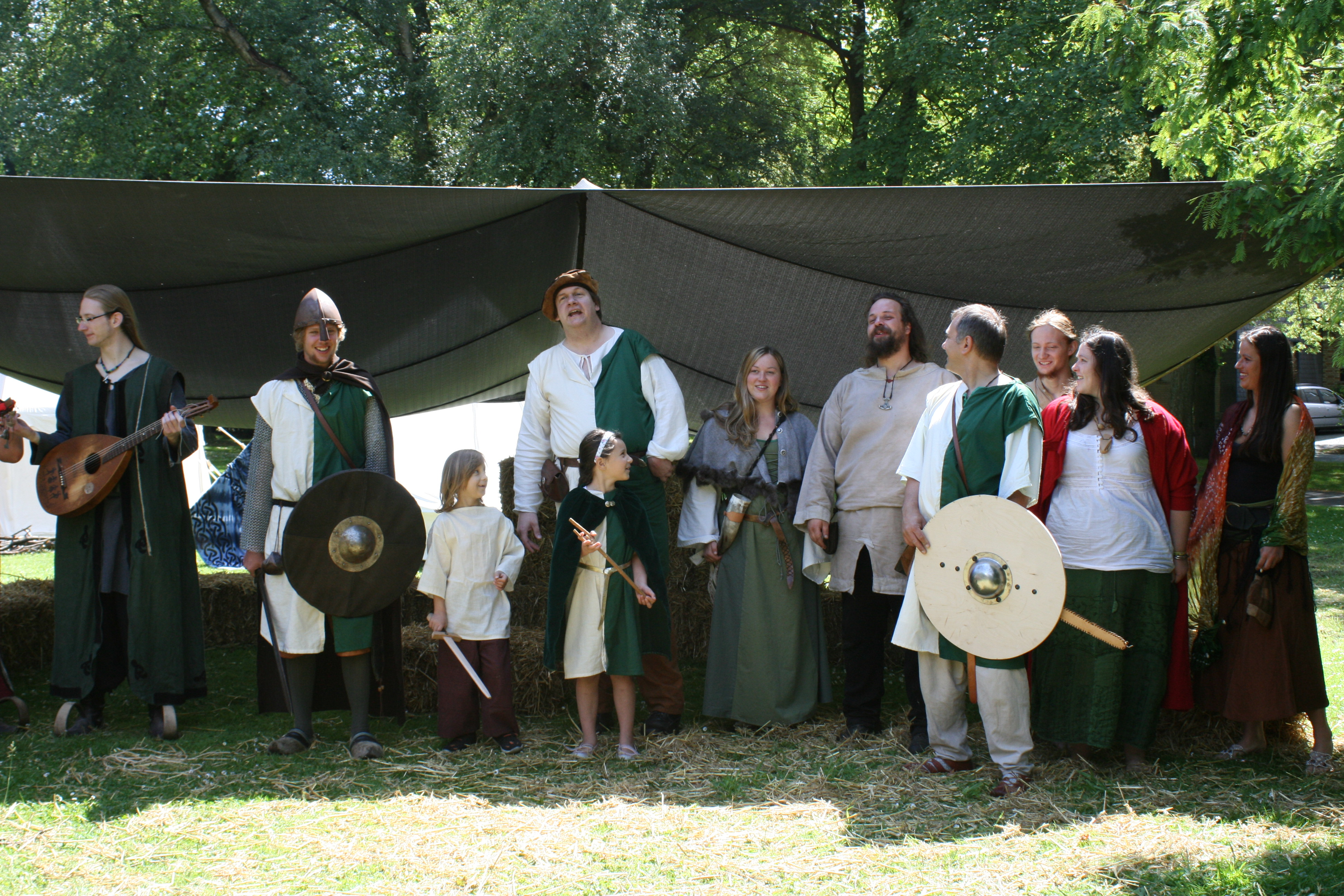
Eröffnung durch den Dorfschulzen

Anno 1147 war ein seit 2006 jährlich am Hermann-Grochtmann-Museum in Datteln stattfindendes mittelalterliches Fest.
Am 17. Juni 1147 stellte Papst Eugen III. der Benediktiner-Abtei von Deutz eine Urkunde mit ihren Besitzrechten aus. Die Urkunde über die Rechte an der Kirche in Datteln – in Datlem ecclesiam – ist die erste schriftliche Erwähnung des Ortes. Am Hermann-Grochtmann-Museum der Stadt findet immer am Wochenende, das nahe diesem Datum liegt, das mittelalterliche Dorffest Anno 1147 statt.
Der Mittelaltermarkt bietet auch ein Bogenturnier, Axtwerfen, Schmiedevorführungen und Erklärungen zu den mittelalterlichen Kampftechniken und Handwerken wie Glasperlendrehen und Pfeilherstellung. Das Reenactment des Hochmittelalters in der Zeit der Kreuzzüge wird dabei wissenschaftlich begleitet, um die historische Korrektheit zu gewährleisten. Veranstalter des Marktes sind das Hermann-Grochtmann-Museum und die Orga 1147 um den Archäologen Christian Wilczewski.